# Desești
Desești is een Roemeense gemeente in het district Maramureș.
Desești telt 2532 inwoners.